# 格林伍德 (明尼蘇達州)
格林伍德（英語：Greenwood）是一個位於美國明尼蘇達州亨內平縣的城市。

## 人口
根據2020年美國人口普查的數據，格林伍德的面積為2.68平方千米，當中陸地面積為0.93平方千米，而水域面積為1.75平方千米。當地共有人口726人，而人口密度為每平方千米271人。